# Nat Clifton
Pour les articles homonymes, voir Clifton.
Nathaniel « Sweetwater » Clifton dit Nat Clifton (né le 13 octobre 1922, décédé le 31 août 1990 ) était un athlète américain multi-sports connu comme étant le premier afro-américain à signer un contrat pour la National Basketball Association.

## Biographie
Né à Little Rock, Arkansas, il est né Clifton Nathaniel. Le surnom de « Sweetwater » lui fut donné à cause de sa passion pour les sodas. Sa famille déménagea à Chicago, Illinois, quand il devint un joueur renommé de baseball au lycée. Cependant, ce fut au basket-ball que Clifton fera sa carrière. Il alla à l'université Xavier de Louisiane et servit ensuite à l'United States Army, se battant pour son pays en Europe durant la Seconde Guerre mondiale.
Après la guerre, Nat Clifton rejoignit les Rens de New York, une équipe de basket-ball professionnel entièrement noire qui fit le tour des États-Unis. Remarqué pour ses grandes mains, après une saison, il fut invité à rejoindre les Harlem Globetrotters avec lesquels il joua de l'automne 1947 jusqu'au printemps 1950. Talentueux joueur de baseball (première base), durant l'intersaison de basket-ball en 1949, Clifton jouait pour les Chicago American Giants en Negro League. En 1950, sa performance avec les Globetrotters, en particulier son exceptionnelle agilité balle en main, lui permit de devenir le premier joueur afro-américain à signer un contrat avec une équipe NBA.
Il avait déjà 27 ans quand il fit ses débuts chez les Knicks de New York, lors de sa première saison, Clifton aida à mener l'équipe à ses premières finales NBA. Durant ses huit saisons en NBA, Clifton réalisa des moyennes de 10 points et 9 rebonds par match. Il fut nommé dans l'équipe du All-Star Game, marquant 8 points en 23 minutes dans le match. À l'âge de 34 ans, il devint le plus vieux joueur de l'histoire de la NBA à être nommé au All-Star Game.
En 1957, Clifton fut partie prenante d'un transfert de plusieurs joueurs entre les Knicks et les Pistons de Détroit, mais après une saison à Détroit, il se retire du basket-ball. À l'été 1958, il rejoignit les Detroit Clowns, une équipe de baseball des Negro Leagues, en compagnie de son ancien coéquipier des Harlem Globetrotters Reece "Goose" Tatum.
En 1961, il poursuivit une saison avec les Chicago Majors de l'American Basketball League (en) (ABL). Après que la ligue fut dissoute en 1962, Clifton, âgé de 40 ans, se retira pour de bon.
La contribution de Clifton à sa communauté durant sa carrière sportive a été reconnu par l'Associated Black Charities de New York. Ils l'ont honoré en nommant l'un des « Black History Maker Awards » le « Trophée Nathaniel 'Sweetwater' Clifton ». En 2005, les Knicks de New York rebaptisèrent leur mensuel City Spirit Award en son honneur. « The Sweetwater Clifton City Spirit Award » est donné à un membre de la communauté apportant une contribution à l'amélioration du tiers-monde.